# Microcentrum lucidum
Microcentrum lucidum är en insektsart som beskrevs av Brunner von Wattenwyl 1878. Microcentrum lucidum ingår i släktet Microcentrum och familjen vårtbitare. Inga underarter finns listade i Catalogue of Life.